# Петров, Борис Николаевич (писатель)
Борис Николаевич Петров (6 августа 1920 — 3 ноября 1971) — советский писатель, очеркист, прозаик.
Автор множества очерков, повестей, рассказов на военную тему и об освоении целины в Северном Казахстане.

## Биография
Родился в 1920 году станице Щучинской Семипалатинской губернии. После окончания средней школы учился на рабочем факультете Куйбышевского планово-экономического института.
В 1939 году поступил на исторический факультет Омского педагогического института, но через полгода был призван в армию (институт закончил уже после войны, заочно).

### В военные годы
С февраля 1940 года в Красной Армии. Принимал участие в войне с Финляндией, 5 марта 1940 года был ранен. Окончил двухгодичную полковую школу младших командиров.
С октября 1942 года на фронтах Великой Отечественной войны — вначале на Западном, затем на 3-м Белорусском. Свой первый бой командир роты лейтенант Петров принял под Сталинградом, закончил войну под Кенингсебргом. Член ВКП(б) с 1944 года.
Принял участие в войне с Японией, старший лейтенант, начальник химической службы 1277-го зенитного артиллерийского ордена А. Невского полка 48-й зенад РГК 1-го Дальневосточного фронта.

13 августа 1945 года в районе Мулин на орудие 1 батареи напала группа японцев. Лейтенант Петров, следовавший вместе с орудийным расчетом, организовал оборону и расчёт открыл огонь из орудия и автоматов. Благодаря его смелости и мужеству нападение было отбито, 12 японцев было убито.— Из Наградного листа от 25 августа 1945 года, за подписью командира 1277 ЗАП майора Осинцева Н.Н.
Награжден Орденом Красной Звезды (22 сентября 1945), медалями.

### После войны
После войны судьба Б. Н. Петрова оказалась связанной с Петропавловском: он заехал в город к старшему брату в ноябре 1945 года по дороге в отпуск домой в Щучинск и познакомился с подругой жены брата — 20-летней начальнице цеха завода им. Кирова (в будущем учительницей), передовиком тыла, которой в 1943 году ленинградский поэт Владимир Тодди посвятил поэму «Маша Попова»: «Лучшая смена у Маши, Ею гордится завод, Вот они — девушки наши, Нашей победы оплот». Через месяц они поженились. После демобилизации в 1946 году приехал в Петропавловск.
Получил приглашение в аппарат Северо-Казахстанского обкома партии — работал лектором, затем заведующим лекторской группой. Одновременно работал литсотрудником газеты «Ленинское знамя».
Как писатель он стал известен в 1948 году, когда в журнале «Сибирские огни» по совету Сергея Залыгина была опубликована повесть «Голубая падь».
С началом освоения целины как лектор и литсотрудник был в частых и длительных командировках по районам области — труженикам села посвящены десятки его очерков и рассказов. В 1956 году вышел первый сборник рассказов писателя «Вьюжная неделя».
В 1958 году принят в Союз писателей СССР по рекомендации Ивана Шухова и Габита Мусарепова.
С 1959 года — ответственный секретарь межобластного отделения Союза писателей Казахской ССР.
В 1965 году межобластные отделения были ликвидированы и писателю предложили должность с переводом в Целиноград, но он отказался и остался в Петропавловске, работал методистом-консультантом в Доме политического просвещения.
Вскоре вышел на пенсию по инвалидности — сказалась фронтовая контузия, резко прогрессировала болезнь (омертвление позвоночника).
Только выйдя на пенсию, от небольших рассказов и повестей обратился к жанру романа.

### Первый роман
Первый роман — «Воскресный наряд» был на давно волновавшую писателя тему: «Моя постоянная тематика — село, люди деревни, их судьбы, проблемы целины. Но все время хотел писать о войне..». Работа над романом заняла нескольких лет, опубликован в 1970 году. Роман был очень дорог для писателя и в некоторой степени автобиографичен, но всё же являлся художественным произведением, однако был воспринят читателями как подлинная история — писателю приходили письма от ветеранов, считающих, что они узнали в героях романа своих однополчан.

### Последний роман
Последние два года жизни, будучи уже безнадежно больным, работал над романом «Затмение» о событиях 1921 года — крестьянском восстании в Западной Сибири. Основу сюжета составили биографии и свидетельства его близких родственников, друзей и земляков — уроженцев станицы Щучинской. Как историк по образованию, писатель очень трепетно относился к теме: опрашивал свидетелей тех событий, изучал архивные документы. Период «оттепели», авторитет писателя и годы партийной работы позволили ему получить доступ ко многим закрытым документам.
Заканчивал работу над романом уже будучи в инвалидном кресле и почти ослепнув.
9 сентября 1971 года закончил рукопись, оставив запись «Вот и поставлена последняя точка в моём романе». Умер 3 ноября 1971 года. Похоронен на старом городском кладбище Петропавловска.
Роман до настоящего времени не опубликован и даже полностью никем не прочтён — рукопись в 1200 страниц написана от руки неразборчиво, карандашом. По словам дочери писателя, даже жена писателя, понимавшая его почерк и на протяжении десяти лет работавшая с рукописью, так и не смогла разобрать текст.

## Творчество
Ещё в школьные годы его стихи публиковались в Щучинской районной газете, но после войны стихи не писал — последний стих в прозе, посвящённый памяти павших товарищей, написал вечером 8 мая 1946 года: «Грустно мне от того, что нет со мной друзей юности. Что в завтрашний праздник не с кем мне поднять стакан за мятежную юность…»
Дебютный рассказ «Голубая падь» написал в 1946 году на основе записей фронтового дневника. Как и с последующими рассказами писателя на военную тему, при сверке текста с дневником видны черты почти документального характера рассказа — указаны точные даты происходящих событий, приведены реальные места развития сюжета.
Военной теме посвящён роман писателя «Воскресный наряд» и ряд рассказов: «Улыбка дочери», «Подарок с тигровой сопки», «Звезда комиссара», «Трофеи старшины Барабанова», «Нерешительность капитана Калашникова», «Даша и генерал», «Боцман Немо» и другие.
С началом журналистской деятельности начал писать очерки, публиковавшиеся в центральных, республиканских и областных газетах и журналах: «Казахстанская правда», «Учитель Казахстана», «Простор», «Советский Казахстан». Первый очерк Петрова — «Человек от Сталина» — о пребывании С. М. Кирова в Петропавловске.
Произведения писателя посвящены труженикам села Северного Казахстана: «Первая борозда» (о работе механизаторов МТС), «Пятая ферма» (о животноводах колхоза), «Записки учительницы», «Цель ее жизни» (о директоре школы-интерната № 3 З. Н. Дегтяренко), «Трудный хлеб» (о комбайнере Степного совхоза В. А. Самойленко), «Призвание» (о А. М. Сухановой — завуче Школы № 1 им. В. И. Ленина города Петропавловска), «Организатор» и «Живой сплав» (о секретарях райкомов партии В. Н. Курлове и П. Я. Филилпенко), книга очерков «Живое слово» (о деятельности партийных работников), книга «Огни Аксуата» (об освоении целины), повесть «Листопад» (о молодой девушке-журналистке) и другие.
Герои его произведений — реальные люди, с которыми писатель встречался и общался в ходе поездок с лекциями по районам области. Как вспоминал один из прототипов персонажа рассказа из книги «Живёт рядом коммунист» Н. Е. Дудник: «Ведь надо же так уметь залезть в душу! Был у него как на исповеди — я ему все рассказал о себе как на духу».

## Память
В 1982 году бывшая улица Дорожная города Петропавловска переименована в улицу Бориса Петрова.
В 2015 году в Петропавловске на доме 76 по улице Пушкина, где писатель жил с 1958 по 1971 год, была установлена мемориальная доска.
Памятник на могиле писателя на старом городском кладбище Петропавловска признан памятником истории и культуры регионального значения. Мраморных памятников в 70-х в Петропавловске не делали, и он был привезён из Челябинска.